# Monardia multiarticulata
Monardia multiarticulata är en tvåvingeart som beskrevs av Ephraim Porter Felt 1914. Monardia multiarticulata ingår i släktet Monardia och familjen gallmyggor.
Artens utbredningsområde är New Hampshire. Inga underarter finns listade i Catalogue of Life.